# 高新街道 (吉安县)
高新街道，是中华人民共和国江西省吉安市吉安县下辖的一个乡镇级行政单位。

## 行政区划
高新街道下辖以下地区：
马甫社区、长岭社区、梨塘村、下村和行山村。